# Charte canadienne des droits des victimes
La  Charte canadienne des droits des victimes  est une loi fédérale canadienne adoptée en 2015 qui vise à reconnaître les droits des victimes d'actes criminels dans le cadre de la procédure pénale. Elle vise aussi à faire en sorte que les victimes aient un rôle à jouer et qu'elles ne soient pas des laissées pour compte de la procédure. 

## Pouvoir de tiers d'agir pour la victime
L'article 3 CCDV permet à certaines personnes d'agir pour le compte de la victime (époux, conjoint de fait, parent ou personne à charge, particulier qui a la garde  ou les soins de la personne ou d’une personne à la charge de la victime).

## Droits des victimes
Les articles 6 à 8 CCDV prévoient un droit à information de la victime, ce qui inclut les renseignements généraux, les enquêtes et procédures et les renseignements concernant le délinquant ou l'accusé.
Les articles 9 à 13 CCDV énoncent un droit à la protection. Cela inclut le droit à prise en compte de la sécurité des victimes par le système judiciaire, la protection contre l'intimidation et les représailles, la prise en considération de la vie privée de la victime, la confidentialité de son identité et les mesures visant à faciliter son témoignage. 
Les articles 14 et 15 CCDV prévoient un droit de participation de la victime. Cela signifie que la victime a le droit de donner son point de vue et à ce que son point de vue soit pris en considération par les autorités du système judiciaire. La victime a aussi le droit de présenter une déclaration aux autorités compétentes du système judiciaire et à ce que cette déclaration soit prise en considération. 
Les articles 16 et 17 CCDV disposent que la victime a un droit au dédommagement. Le droit au dédommagement implique le droit de demander au tribunal d'envisager une ordonnance de dédommagement contre le délinquant et le droit de faire enregistrer cette ordonnance devant un tribunal civil à titre de jugement exécutoire contre le délinquant en cas de défaut de paiement.